# Alto Santo
Alto Santo este un oraș în statul Ceará (CE) din Brazilia.